# Tsuuzetsu
Albums de Mucc
Antique
(1999) Aishuu
(2001)
Tsuuzetsu (痛絶) est le premier album du groupe de rock japonais Mucc, sorti le 7 janvier 2001. Il bénéficie d'une ressortie le 17 juin sous le titre Tsuuzetsu ~inshouchigai~ (qui signifie « impression différente ») sans la piste bonus. Une troisième édition sort le 10 juin 2002 avec une piste bonus différente.

## Liste des titres
| 1.  | ----------                                               |          | Miya          | 0:47 |
| 2.  | Itai Tegami (イタイ手紙)                                 | Miya     | Miya          | 4:05 |
| 3.  | Shoufu (娼婦)                                            | Tatsurou | Miya          | 5:45 |
| 4.  | Chintsūzai (鎮痛剤)                                      | Tatsurou | Miya          | 5:36 |
| 5.  | Hai (廃)                                                 | Miya     | Miya          | 5:13 |
| 6.  | Suna no Shiro (砂の城)                                   | Tatsurou | Tatsurou      | 5:37 |
| 7.  | Yoru (夜)                                                | Tatsurou | Yukke         | 2:29 |
| 8.  | Haitoku no Hito (背徳の人)                               | Tatsurou | Miya, Satochi | 4:30 |
| 9.  | Mōmoku de Aruga Yue no Sogaikan (盲目であるが故の疎外感) | Miya     | Miya          | 5:23 |
| 10. | Danzetsu (断絶)                                          | Miya     | Miya          | 4:58 |

| 11. | Kyoujin (狂人) (piste 84) | Miya | Miya |  |

| 12. | Kurutta Kajitsu (Warai) (狂った果実(笑)) (piste 69) | Miya | Miya |  |